# فيكتور سانشيز
فيكتور سانشيز.
فيكتور سانشيز ديل أمو (بالإسبانية: Víctor Sánchez del Amo)‏ لاعب كرة قدم إسباني ولد في مدريد في 23 فبراير 1976.
التحق بصفوف ريال مدريد في عام 1994.

## روابط خارجية
- فيكتور سانشيز على موقع الاتحاد الدولي (مؤرشف)  (الإنجليزية)
- فيكتور سانشيز على موقع قاعدة بيانات كرة القدم.إي يو (الإنجليزية)
- فيكتور سانشيز على موقع ناشيونال فوتبول تيمز (الإنجليزية)
- فيكتور سانشيز على موقع عالم كرة القدم.نت (الإنجليزية)